# Eric Sachs
Sir Eric Sachs, britanski general, * 1898, † 1979.